# Подгорац (Ражањ)
Подгорац је насеље у Србији у општини Ражањ у Нишавском округу. Према попису из 2022. било је 331 становника (према попису из 1991. било је 649 становника).
Овде се налазе Запис липа код дома (Подгорац), Запис Костића орах (Подгорац) и Запис Радојковића орах (Подгорац).

## Демографија
У насељу Подгорац живи 451 пунолетни становник, а просечна старост становништва износи 49,6 година (49,7 код мушкараца и 49,6 код жена). У насељу има 156 домаћинстава, а просечан број чланова по домаћинству је 3,30.
Ово насеље је великим делом насељено Србима (према попису из 2002. године), а у последња три пописа, примећен је пад у броју становника.
|  |

| Демографија | Демографија | Демографија |
| Година      | Становника  | Становника  |
| ----------- | ----------- | ----------- |
| 1948.       | 1.063       |             |
| 1953.       | 1.095       |             |
| 1961.       | 1.034       |             |
| 1971.       | 911         |             |
| 1981.       | 802         |             |
| 1991.       | 649         | 642         |
| 2002.       | 516         | 526         |

| Етнички састав према попису из 2002.‍ | Етнички састав према попису из 2002.‍ | Етнички састав према попису из 2002.‍ | Етнички састав према попису из 2002.‍ | Етнички састав према попису из 2002.‍ |
| ------------------------------------ | ------------------------------------ | ------------------------------------ | ------------------------------------ | ------------------------------------ |
|                                      |                                      |                                      |                                      |                                      |
| Срби                                 | Срби                                 |                                      | 475                                  | 92,05%                               |
| Роми                                 | Роми                                 |                                      | 34                                   | 6,58%                                |
| Македонци                            | Македонци                            |                                      | 1                                    | 0,19%                                |
| Власи                                | Власи                                |                                      | 1                                    | 0,19%                                |
| непознато                            | непознато                            |                                      | 1                                    | 0,19%                                |

| Година пописа     | 1948. | 1953. | 1961. | 1971. | 1981. | 1991. | 2002. |
| ----------------- | ----- | ----- | ----- | ----- | ----- | ----- | ----- |
| Број домаћинстава | 216   | 218   | 220   | 215   | 198   | 185   | 156   |

| Број чланова      | 1  | 2  | 3  | 4  | 5  | 6  | 7  | 8 | 9 | 10 и више | Просек |
| ----------------- | -- | -- | -- | -- | -- | -- | -- | - | - | --------- | ------ |
| Број домаћинстава | 29 | 46 | 23 | 16 | 14 | 13 | 12 | 1 | 1 | 1         | 3,30   |

| Пол    | Укупно | Неожењен/Неудата | Ожењен/Удата | Удовац/Удовица | Разведен/Разведена | Непознато |
| ------ | ------ | ---------------- | ------------ | -------------- | ------------------ | --------- |
| Мушки  | 246    | 39               | 168          | 32             | 7                  | 0         |
| Женски | 225    | 19               | 166          | 33             | 7                  | 0         |
| УКУПНО | 471    | 58               | 334          | 65             | 14                 | 0         |

| Пол    | Укупно                    | Пољопривреда, лов и шумарство | Рибарство                            | Вађење руде и камена | Прерађивачка индустрија       |
| ------ | ------------------------- | ----------------------------- | ------------------------------------ | -------------------- | ----------------------------- |
| Мушки  | 138                       | 75                            | 0                                    | 0                    | 18                            |
| Женски | 94                        | 83                            | 0                                    | 0                    | 3                             |
| УКУПНО | 232                       | 158                           | 0                                    | 0                    | 21                            |
| Пол    | Производња и снабдевање   | Грађевинарство                | Трговина                             | Хотели и ресторани   | Саобраћај, складиштење и везе |
| Мушки  | 0                         | 6                             | 10                                   | 1                    | 16                            |
| Женски | 0                         | 0                             | 1                                    | 2                    | 1                             |
| УКУПНО | 0                         | 6                             | 11                                   | 3                    | 17                            |
| Пол    | Финансијско посредовање   | Некретнине                    | Државна управа и одбрана             | Образовање           | Здравствени и социјални рад   |
| Мушки  | 0                         | 1                             | 3                                    | 3                    | 0                             |
| Женски | 0                         | 0                             | 1                                    | 1                    | 1                             |
| УКУПНО | 0                         | 1                             | 4                                    | 4                    | 1                             |
| Пол    | Остале услужне активности | Приватна домаћинства          | Екстериторијалне организације и тела | Непознато            | Непознато                     |
| Мушки  | 3                         | 0                             | 0                                    | 2                    | 2                             |
| Женски | 1                         | 0                             | 0                                    | 0                    | 0                             |
| УКУПНО | 4                         | 0                             | 0                                    | 2                    | 2                             |